# Orde Civil d'Àfrica
L'Orde Civil d'Àfrica va ser una distinció civil espanyola que tenia per objecte recompensar actuacions considerades meritòries i beneficioses per a l'interès general, que anessin realitzades als territoris espanyols situats al continent africà per funcionaris civils o militars, metropolitans o indígenes. L'Ordre d'Àfrica va tenir dos períodes de vigència, un entre 1933 i 1939, durant la Segona República, i un altre durant el Franquisme, ja que va ser recuperada en 1950. L'any 1977 va deixar de concedir-se.

## Categories
Aquesta recompensa va comptar amb diverses categories, en la seva primera etapa van ser:
- Gran Creu
- Encomana
- Oficial
- Cavaller
- Medalla de Plata
- Medalla de Bronze.

Durant la segona etapa les modalitats d'aquesta orde van variar respecte a l'anterior, sent els seus diferents graus:
- Gran Creu
- Encomana amb Placa
- Encomana
- Oficial
- Creu de Cavaller[1]
- Creu de Plata.